# ابن سهل الأندلسي
أبو إسحاق إبراهيم بن سهل الإسرائيلي الإشبيلي (605 هـ / 1208 - 649 هـ / 1251)، من أسرة ذات أصول يهودية. شاعر كاتب، ولد في إشبيلية واختلف إلى مجالس العلم والأدب فيها.

## حياته
انصرف إلى حياة اللهو والمتعة وما يتصل بهما من شعر الغزل والخمر والموشحات، حتى غدا «شاعر إشبيلية ووشاحها». دفعه سوء الأحوال السياسية إلى مغادرة إشبيلية مع بداية العقد الخامس من القرن السابع إلى جزيرة منورقة، حيث قضى فيها نحو سنة أو يزيد بقليل. وفيها قال أولى قصائده المدحية في أبي عدنان بن حكم صاحب منورقة. ثم غادرها إلى سبتة، على اختلاف في كتب التراجم بين من يقول بعودته إلى إشبيلية أولاً وبين من لا يثبت له رحلة إلى منورقة أصلاً. والأرجح أنه زار إشبيلية قبل انصرافه إلى سبتة، لوجود قصيدة له يمدح فيها الشيخ أبا فارس الفتح بن فارس بن أبي حفص والي إشبيلية سنة 643 هـ.

## إسلامه
اختُلف في إسلام ابن سهل، ومعظم كتب التراجم القريبة من عهده تقول بإسلمه، وتستدل بقصائد المدح التي نظمها في الرسولﷺ، وليس لدى من يرد إسلامه سوى تأويلات لبعض شعره وتشكيك في إكثاره من اسم «موسى» في غزلياته.
ولكنه ما يثبت إسلامه ولا يدع مجالا للشك فيه هذه البيتين التي نظمها:
تسَلّيتُ عن موسى بحبّ محمّدٍ
هديتُ ولولا اللهُ ما كنتُ أهتدي
وما عن قِلًى قد كان ذاك وإنّما
شريعة ُ موسى عُطّلتْ بمحمّدِ

## وفاته
اتصل ابن سهل بالوزير أبي علي بن خلاص صاحب سبتة وأصبح كاتبه، ولعل هذا ما يفسر اتصال لقب (الكاتب) به. نال حظوة عند ابن خلاص
دفعته إلى إرساله في رحلة مع ابنه أبي القاسم بهدية إلى صاحب تونس، تلك الرحلة التي انتهت بغرقه إثر عاصفة هوجاء، وكان ذلك بين عامي 646 هـ - 649 هـ على اختلاف بين المترجمين.

## أعماله
له أزجال ذكرها ابن حجة الحموي في بلوغ الأمل لكنَّهُ نبغ في فن الموشحات وبه اشتهر وفيه مهر. ومن أعماله ديوان إبراهيم بن سهل الأندلسي
نال شعر ابن سهل إطراء كثير من القدماء، فخصّه ابن سعيد بالذكر وأشار المقّري إلى أن ديوانه «حاز قصب السبق في النظم والتوشيح». ويكثر في شعر ابن سهل الغزل ثم الخمريات والطبيعة وبعض شعر المجون والمدح. والغالب غزله بموسى، فقد جعل من قصة موسى عليه السلام، كما وردت في القرآن الكريم متّكأً لتوليد المعاني وتوظيفها توظيفاً يلائم الغرض الذي يريده. وقد وُصف غزله بالرقة والابتكار والطرافة. أما شعره المتعلّق بالخمريات والطبيعة فقليل، وتظهر فيه قدرته على التصرف في اللغة، وهو يصور نمط الحياة التي كان يحياها ابن سهل في تلك المرحلة. أما مديحه فأغلبه يعود إلى المرحلة التي تلت إشبيلية، وكأن انتقاله في المكان رافقه انتقال نفسي من مرحلة إلى مرحلة، فلم يعد ابن سهل ذاك اللاهي العابث المنصرف عن الجد، فقد اتصل بالسياسة وأهلها وخاض في فن المديح وما يقتضيه من التزام بقواعد القصيدة المدحية التقليدية، من غزل ووصف للرحلة وصولاً إلى الممدوح، غير أن الغالب على مدحه الصنعة وخلّوه من الصدق العاطفي، ويُرى أثر ذلك في تكراره لمعانٍ وأبيات مشهورة في الشعر العربي القديم، وحتى تكراره لأبيات له يعيدها من ممدوح إلى آخر.
له ديوان مطبوع جمعه وحققه محمد قوبعة وصدر عن الجامعة التونسية عام 1985.
ومن شعره قوله:
ومن شعره:
- ويقول في وصف الأصيل :

وله قصيدة مؤثرة عند حصار إشبيلية، يستصرخ فيها أهل العدوة، ويستحثهم على المبادرة إلى نصرة إخوانهم في الدين، وفيها يقول: